# Shrek 5
Série Shrek
Shrek 4 : Il était une fin
(2010)
Série Le Chat potté
Le Chat potté 2 : La Dernière Quête
(2022)
Pour plus de détails, voir Fiche technique et Distribution.
Shrek 5 est un film d'animation d'aventures américain réalisé par Walt Dohrn, dont la sortie est prévue pour le 30 juin 2027.
Il s'agit du cinquième volet principal et du septième volet global dans la série de films Shrek. Les acteurs principaux Mike Myers, Eddie Murphy et Cameron Diaz reprennent leur rôle respectif de Shrek, L'Âne, et Fiona.

## Fiche technique
- Titre original provisoire : Shrek 5
- Réalisation : Walt Dohrn, Conrad Vernon et Brad Ableson
- Scénario : Michael McCullers
- Production : Chris Meledandri et Gina Shay
- Société de production : DreamWorks Animation
- Société de distribution : Universal Pictures
- Pays de production :  États-Unis
- Langue originale : anglais
- Genres : animation, aventures
- Dates de sortie : Dates sujettes à modification
  - États-Unis : 23 décembre 2026[2]
  - France : 30 juin 2027[3]

## Distribution

### Voix originales
- Mike Myers : Shrek
- Eddie Murphy : L'Âne
- Cameron Diaz : Princesse Fiona
- Zendaya : Félicia
- James Marsden : Fergus
- Adam DeVine : Farkle

## Production
En juin 2016, après le rachat de DreamWorks Animation par la NBCUniversal, Steve Burke débute des discussions de plans pour relancer la franchise Shrek, qui demeure l’emblème des studios Dreamworks. Dès le mois suivant, le magazine The Hollywood Reporter annonce que le cinquième opus de la franchise est envisagé pour 2019. Les rumeurs se confirment ensuite par les prises de paroles d'Eddie Murphy qui déclare que le scénario du prochain film est finalisé, tandis que Michael McCullers, à l'origine du scénario, annonce en mars 2017 que le futur opus proposerait une réinvention importante pour la franchise. 
En novembre 2018, Variety rapporte que le PDG du studio Illumination, Chris Meledandri, était déjà chargé d'être l'un des producteurs exécutifs pour les films Le Chat potté 2 : La Dernière Quête ainsi que pour le cinquième volet de la saga Shrek. En avril 2023, Chris Meledandri confirme que le film Shrek 5 est en développement et qu'il réunira le casting original. 
En juillet 2024, DreamWorks Animation annonce officiellement que Shrek 5 sortira en salle le 1er juillet 2026 et sera réalisé par Walt Dohrn, qui a déjà travaillé comme scénariste sur Shrek 2 et Shrek le troisième. Il sera accompagné à la réalisation par Brad Ableson, animateur sur une centaine d'épisodes des Simpson entre 1996 et 2015, ainsi que co-réalisateur du film Les Minions 2 : Il était une fois Gru sorti en 2022.
Sept mois plus tard, en février 2025, DreamWorks dévoile le premier teaser du film, en annonçant la sortie pour Noël 2026. Il est également annoncé l'arrivée de Zendaya au casting, interprétant la fille de Shrek. Ces premières images font l'objet de réactions largement négatives par le public sur les réseaux sociaux au sujet de la nouvelle direction artistique des personnages. En août de la même année, Universal et Dreamworks annoncent le report de la sortie du film pour le 30 juin 2027.